# Ludwig Stein
Ludwig Stein (Erdöbenye, 12 novembre 1859 – Salisburgo, 13 luglio 1930) è stato un filosofo, sociologo, giornalista, editore ungherese naturalizzato svizzero.

## Biografia
Educato ai ginnasi di Pápa, Sáros-Patak e Zwolle, alle università di Berlino e Halle (Laurea in filosofia nel 1880), e al Seminario Teologico Ebraico di Berlino (Rabbino nel 1880). 
Visse a Berlino come rabbino dal 1881 al 1883, e come giornalista dal 1883 al 1886. Nel 1886 divenne docente privato presso l'Università di Zurigo e fondò la rivista «Archiv für Geschichte der Philosophie». Fu dal 1889 professore incaricato al Politecnico della stessa città, dal 1891 al 1909 fu professore di filosofia all'Università di Berna. A partire dal 1891 introdusse regolari corsi di sociologia nel piano di studio. Eletto presidente dell'Institut International de Sociologie, nel 1909 si trasferì a Berlino per dedicarsi all'attività di pubblicista politico. Come membro dell'International Peace Bureau fino dagli anni svizzeri, assunse in tale attività posizioni all'insegna del pacifismo e della comunicazione fra i popoli. 
Già da tempo consigliere di statisti del rango del cancelliere von Bülow, del principe Lichnowsky, degli uomini politici ungheresi Apponyi, Tisza e Andrássy, assunse, tra l'altro, la direzione del mensile «Nord und Süd», fondato da Paul Lindau, con il quale si impegnava per un lavoro di comunicazione a livello internazionale (numeri interi dedicati a: Germania e Inghilterra, Russia, Paesi Bassi, Scandinavia, Austria e Italia). Divenne anche redattore della «Vossische Zeitung» e della «Berliner Zeitung». Nel 1914 fu tra i fondatori della Mittwochgesellschaft, che riuniva i più importanti membri di ogni ramo della società tedesca per discutere temi d'attualità e di ordine scientifico. 
Trascorse gli anni della Guerra in Germania, continuando ad invitare intellettuali e personaggi politici stranieri, mentre continuava a pubblicare testi di autori stranieri e in lingua originale nelle sue riviste. Nel dopoguerra si impegnò per la conciliazione, partecipando agli incontri di pace di Rapallo e Genova. Le sue idee gli provocarono l'inimicizia dei nazionalisti, ma riuscì a mantenere sempre una posizione di equilibrio. Negli anni 1923-24, su invito del Comitato Ludwig Stein, intraprese un viaggio in America con un giro di conferenze nelle maggiori università e negli ambienti politici per sensibilizzare la raccolta di fondi destinati alla Germania, con particolare riguardo all'ambito culturale e scientifico. Morì nel 1930.

## Opere
Die Juden in Abessinien (Falaschas) ihr Ursprung, ihre geschichtliche Entwickelung und ihre gegenwärtigen Zustände eine Quellenstudie, Amsterdam, 1880;
Die Willensfreiheit und ihr Verhältnis zur Göttlichen Praescienz und Providenz bei den Jüdischen Philosophen des Mittelalters, Berlin 1882;
Berthold Auerbach und das Judenthum, Berlin, 1882;
Berliner Theater-Kritiker; Eine Kritik der Kritik von Ed. Vollmer, Berlin, 1884;
Es werde Licht!: Eine Denkpredigt zur Charakteristik Eduard Laskers, Berlin, 1886;
Die Psychologie der Stoa, Berlin, 1886;
Zur Genesis des Occasionalismus, Berlin, 1887;
Die Erkenntnistheorie der Stoa, Berlin, 1888; [contiene anche Umriss der Geschichte der griechischen Erkenntnistheorie bis auf Aristoteles]
Antike und Mittelalterliche Vorläufer des Occasionalismus, Belin, 1889; Estratto da «Archiv für Geschichte der Philosophie», 2. Heft, 1889;
Leibniz und Spinoza; Ein Beitrag zur Entwicklungsgeschichte der Leibnizischen Philosophie, Berlin, 1890;
Das Wesen der Toleranz, Bern, 1890;
Jahresbericht über die deutsche Litteratur zur Philosophie der Renaissance: 1889-1992: zweiter Theil; Berlin, 1893; Estratto da «Archiv für 
Geschichte der Philosophie», VI. Bd., 4. Heft, 1893;
Friedrichs Nietzsches Weltanschauung und ihre Gefahren: ein kritischer Essay, Berlin, 1893;
Das Urchristentum und die sociale Frage, Berlin, 1895;
Das Erste Auftauchen der Sozialen Frage bei den Griechen, Berlin, 1896;
Das Ideal des „ewigen Friedens“ und die soziale Frage, Berlin, 1896 (trad. francese 1905);
Die soziale Frage im Lichte der Philosophie; Vorlesungen über Sozialphilosophie und ihre Geschichte, Stuttgart, 1897 (2ª ed. 1903, trad. russa e francese 1900);
Origine psychique et caractère sociologique de la religion, Paris, 1897;
Die Sozialphilosophie im Zeitalter der Renaissance, Berlin, 1897; Estratto da «Archiv für Geschichte der Philosophie», X. Bd., 2. Heft, 1897;
Ein jüngst bei Pompeji freigelegtes Mosaikbild der „Schule von Athen“ [con A. Chiappelli], Berlin 1898; Estratto da «Archiv für Geschichte der Philosophie», XI. Bd., 2. Heft, 1898;
Die Philosophie des Friedens: Ein Wort an die Friedensconferenz im Haag, Berlin, 1899;
An der Wende der Jahrhunderts: Versuch einer Kulturphilosophie, Freiburg i. B., 1899;
Die menschliche Gesellschaft als philosophische Problem, Berlin, 1899; Estratto da «Deutsche Rundschau», 4, 1899;
Pestalozzi als Völkererzieher, Berlin, 1900;
Casualitaet, Teleologie und Freiheit, Leipzig, 1903;
Der Neo-Idealismus unserer Tage: Ein Beitrag zur Genesis Philosophischer Systeme, Berlin, 1903;
Der Sinn der Daseins. Streifzüge eines Optimisten durch die Philosophie der Gegenwart, Tübingen, 1904 (trad. francese 1909);
De l'Autorité: son origine, ses bases et ses limites [traduit de l'allemand par B. L.], Paris, 1904; Estratto da «Revue internationale de sociologie»;
Was heisst Philosophie?: 2me Congrès International de Philosophie, Genève, 1-8 Septembre 1904, Genève, 1904;
Mechanische und organische Staatsauffassung, Berlin, 1904, Estratto da «Deutsche Rundschau», anno 30, quadd. 11-12, 1904;
Der Soziale Optimismus, Jena, 1905;
Die Anfänge der menschlichen Kultur. Einführung in die Soziologie, Leipzig, 1906;
Philosophische Strömungen der Gegenwart, Stuttgart, 1908 (trad. inglese 1918-24);
Das Problem der Geschichte, Berlin, 1908;
Dualismus oder Monismus? Eine Untersuchung über die 'doppelte Wahrheit', Berlin, 1909;
Sokrates, Berlin, 1911;
England & Germany / by leaders of public opinion in both empires, London, 1912;
Weltbürgertum, Nationalstaat und internationale Verständigung, Breslau, 1913;
Die Juden in der neueren Philosophie unter besonderer Berücksichtigung Hermann Cohen's, Berlin, 1919;
Der Rückerwerb des Nichtberechtigten, Greifswald, 1920;
Geschichte der Philosophie bis Platon, München, 1921;
Einführung in die Soziologie, München-Leipzig, 1923;
Die Juden in der Philosophie der Gegenwart, Berlin, 1925;
Gegen Spengler: Eine Auseinandersetzung mit Nölting und Spengler, Berlin, 1925;
Evolution and optimism, New York, 1926;
Aus dem Leben eines Optimisten, Berlin, 1930.

### Riviste dirette
«Archiv für Philosophie»:
«Archiv für Geschichte der Philosophie», Berlin, 1888-1924;
«Archiv für systematische Philosophie», Berlin, 1895-1925;
«Archiv für Philosophie und Soziologie»:
«Archiv für Geschichte der Philosophie und Soziologie», Berlin, 1925-30;
«Archiv für systematische Philosophie und Soziologie» (con G. Salomon), Berlin, 1927-1931;
«Nord und Süd: Monatsschrift für internationale Zusammenarbeit», Berlin 1877-1930 (diretto da L.S. a partire dal 1912).

### Collane dirette
Berner Studien zur Philosophie und ihrer Geschichte, Bern, 1896-1913;
Bibliothek für Philosophie, Berlin, 1911-1930.